# Le Clan des veuves

Le Clan des veuves est une pièce de théâtre écrite par Ginette Garcin, créée en 1989 au Théâtre Municipal de Charenton et reprise en 1990 au Théâtre Fontaine. Elle sera enregistrée pour la télévision et retransmise sur Antenne 2 en 1992.

## Argument
Jacques, le mari de Rose, est mort, en prenant sa propre chasse d'eau sur la tête. Rose peut toujours compter sur ses deux copines de toujours, Jackie et Marcelle, autres "membres" du Clan des veuves, ainsi que sur Thierry, le fils de Jackie, pour lui remonter le moral. Cependant, peu après l'enterrement, Mireille Yperty, une collègue de Jacques prend contact avec Rose et lui avoue avoir été la maîtresse de Jacques pendant des années et avoue même avoir eu des jumelles de lui. Commence alors une bataille rangée sur l'héritage entre d'un côté Rose, Jackie et Marcelle et de l'autre Mireille Yperty et ses deux filles...mais une histoire d'amour pourrait bien tout changer.

## Fiche technique
- Auteur : Ginette Garcin
- Réalisation : Jean-Louis Lorenzi
- Mise en scène : François Guérin
- Décors : Charlie Mangel
- Ingénieur du son : Jacques Piétri
- Directeur de la photographie : Jean-Bernard Arouet
- Script : Christiane Habozit
- Date et lieu d'enregistrement : 1992 au théâtre Fontaine

## Distribution originale
- Ginette Garcin : Rose, veuve Stehlman
- Jackie Sardou : Jackie
- Mony Dalmès : Marcelle
- Nicole Gueden : Mireille Yperty
- Marie Garcin : Jeanne Stehlman
- Véronique Demonge : Jeannine Stehlman
- Jean-Claude Lande : Thierry, le fils de Jackie